# Taschengeld (1976)
Taschengeld (Originaltitel: L’Argent de poche) ist ein französischer Spielfilm von François Truffaut aus dem Jahr 1976. Erzählt wird das Alltagsleben in einer französischen Kleinstadt aus der Sicht verschiedener Kinder.

## Handlung

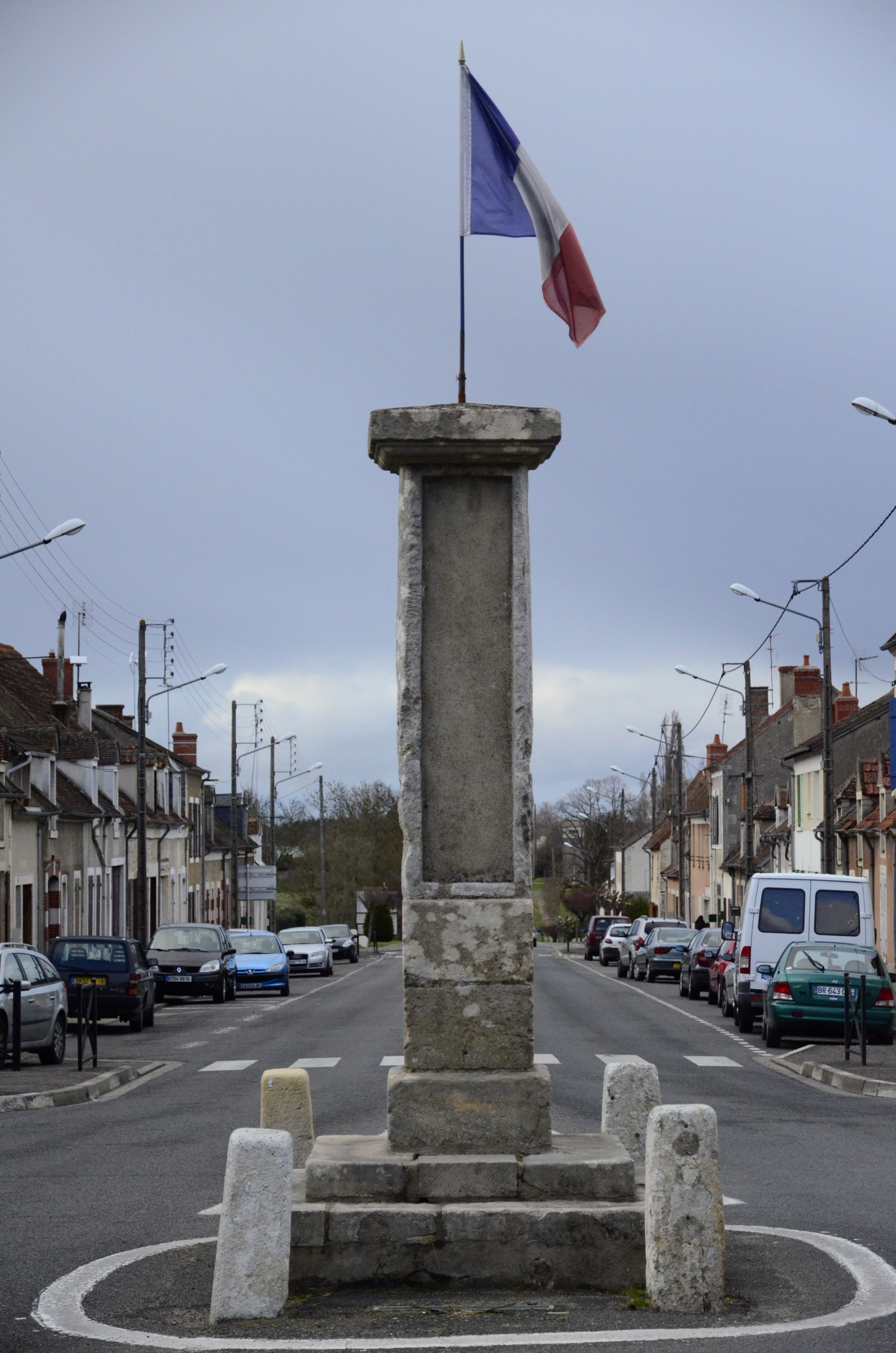
Das Motiv auf Martines Postkarte und Schauplatz der Anfangssequenz: Der römische Meilenstein in Bruère-Allichamps

Martine macht auf dem Weg in ein Ferienlager mit ihrem Vater Halt in Allichamps, dem geographischen Mittelpunkt Frankreichs. Dort schreibt sie ihrem Cousin Raoul eine Postkarte. In Raouls Schule in der Kleinstadt Thiers wird sein Lehrer Jean-François Richet auf die Postkarte aufmerksam und bezieht sie in den Unterricht mit ein. Während die Klasse von Mademoiselle Petit Molières Der Geizige behandelt, trifft ein neuer Schüler ein. Er heißt Julien und kommt aus armen Verhältnissen. Als Patrick, ein Schüler seiner neuen Klasse, nach Hause geht, entdeckt er, dass Julien in einer Bruchbude lebt. 
Monsieur Richet bezieht mit seiner schwangeren Frau Lydie eine neue Wohnung. Eine Nachbarin kommt mit ihrem kleinen Sohn Grégory nach Hause und stellt fest, dass sie ihr Portemonnaie verloren hat. Sie lässt Grégory allein in der Wohnung zurück und sucht im Treppenhaus nach ihrer Geldbörse. Grégory klettert derweil mit einer Katze auf ein Fensterbrett. Er schubst die Katze aus dem offenen Fenster und fällt schließlich selbst mehrere Stockwerke in die Tiefe. Wie durch ein Wunder bleibt er dabei unverletzt. Als seine Mutter ihn umringt von besorgten Passanten sieht, fällt sie in Ohnmacht. 
Die Eltern von Sylvie, die zwei neue Goldfische bekommen hat, wollen mit ihr in einem Restaurant essen gehen. Sylvie besteht darauf, ihre Lieblingshandtasche mitzunehmen, die ihre Eltern jedoch zu alt und zu dreckig finden. Da sich das Mädchen weigert, eine andere zu nehmen, muss es zu Hause bleiben. Als ihre Eltern ins Restaurant gehen, nimmt Sylvie das Megafon ihres Vaters, der Polizeikommissar ist, und ruft aus dem Fenster in den Hinterhof, dass sie hungrig sei. Die Nachbarn werden auf sie aufmerksam und bieten ihr etwas zu essen an. Da Sylvie eingeschlossen ist, füllen zwei Nachbarsjungen einen Korb mit Lebensmitteln und lassen ihn über ein Seil zu Sylvies Fenster herab.
Als Julien von seiner Lehrerin aus dem Klassenraum verwiesen wird, weil er sein Lehrbuch nicht dabei hat, stiehlt er im Korridor das Geld aus den Jacken seiner Mitschüler. Patrick, der allein mit seinem im Rollstuhl sitzenden Vater lebt, sehnt sich nach weiblicher Zuwendung. Mit seinem Freund Bruno und zwei Mädchen namens Corinne und Patricia geht Patrick ins Kino. Während Bruno Corinne und Patricia abwechselnd küsst, weiß Patrick mit den Mädchen nichts anzufangen. Er schwärmt insgeheim für die Mutter seines Freundes Laurent Riffle. Eines Tages kauft er ihr rote Rosen. Madame Riffle glaubt jedoch, dass Patricks Vater sie ihr schenken wollte und Patrick nur der Überbringer ist.
Bei einer medizinischen Reihenuntersuchung in der Schule stellt sich schließlich heraus, dass Julien zu Hause geschlagen und anderweitig misshandelt wird. Seine Mutter und Großmutter werden in der Folge von der Polizei festgenommen. Julien soll nun bei Pflegeeltern untergebracht werden. Monsieur Richet, dessen Frau in der Zwischenzeit einen Jungen zur Welt gebracht hat, spricht mit seinen Schülern über Julien und versucht, ihnen zu vermitteln, dass Kindesmisshandlung unentschuldbar ist. In den darauffolgenden Schulferien fährt Patrick in ein Sommerlager, wo er Martine kennenlernt und von ihr seinen ersten Kuss erhält.

## Hintergrund
Truffaut begann bereits 1972 mit der Arbeit an einem Filmprojekt mit Kindern. Die Szene, in der Patrick Madame Riffle Blumen schenkt, beruht auf Erinnerungen Sacha Guitrys, andere Episoden haben einen autobiografischen Hintergrund. Auch Federico Fellinis autobiografischer Film Amarcord hat Truffaut beeinflusst. Die Dreharbeiten fanden in Clermont-Ferrand, Bruère-Allichamps, Thiers und Vichy statt und dauerten zwei Monate. Truffaut hat einen Cameo-Auftritt in einem blauen Hemd am Anfang des Films, er spielt den im Auto wartenden Vater von Martine. Auch seine Töchter Laura und Éva sind im Film zu sehen.
Taschengeld wurde am 17. März 1976 in Frankreich uraufgeführt. Die Deutschlandpremiere folgte im Juni 1976 auf der Berlinale, wo der Film am Wettbewerb um den Goldenen Bären teilnahm. Am 20. Juni 1977 wurde er vom ZDF erstmals im deutschen Fernsehen gezeigt. Im Jahr 2003 erschien der Film auf DVD.

## Kritiken
Für das Lexikon des internationalen Films war Taschengeld ein „autobiografisch eingefärbter, leicht und charmant erzählter Film, mit außergewöhnlichem Verständnis und Einfühlungsvermögen für Jugendliche in ihrer ersten Pubertätsphase“. Cinema befand, dass der „in kleinen, sympathischen Episoden“ erzählte Film „gekonnt die Balance zwischen Heiterkeit und ernsten Momenten [hält]“. Er sei zusammengefasst „[c]harmant und mit leichter Hand inszeniert“. Kay Wenigers Das große Personenlexikon des Films sah in diesem Film Truffauts Rückkehr „in eine selbst so nie erlebte unbeschwerte eigene Kindheit“.

## Auszeichnungen
Taschengeld erhielt den Kansas City Film Critics Circle Award in der Kategorie Bester ausländischer Film sowie eine Nominierung für den Golden Globe Award in der Kategorie Bester fremdsprachiger Film. Auf der Berlinale 1976 nahm Truffauts Film am Wettbewerb um den Goldenen Bären teil und wurde dort mit dem Leserpreis der Berliner Morgenpost ausgezeichnet. 

## Deutsche Fassung
Die deutsche Synchronfassung entstand 1977 in München.
| Rolle                | Darsteller             | Synchronsprecher  |
| -------------------- | ---------------------- | ----------------- |
| Jean-François Richet | Jean-François Stévenin | Wolfgang Draeger  |
| Chantal Petit        | Chantal Mercier        | Gudrun Vaupel     |
| Nadine Riffle        | Tania Torrens          | Heidi Treutler    |
| Monsieur Desmouceaux | René Barnerias         | Niels Clausnitzer |
| Sylvies Vater        | Jean-Marie Carayon     | Norbert Gastell   |
| Monsieur Lomay       | Michel Dissart         | Horst Sachtleben  |
| Monsieur Deluca      | Paul Heyraud           | Leon Rainer       |
| Schuldirektor        | Marcel Berbert         | Leo Bardischewski |